# Парадокс шеста и сарая
Парадокс шеста и сарая (парадокс амбара и жерди, парадокс лестницы) — это мысленный эксперимент в рамках специальной теории относительности. В нём рассматривается шест, летящий параллельно земле и потому подверженный лоренцевому сокращению длины. В результате шест уместится в сарай, в который он в обычных условиях не поместился бы. С другой стороны, с точки зрения шеста движется сарай, а шест покоится. Тогда сократится длина сарая, и шест, и без того слишком длинный, не войдёт в сарай. Кажущийся парадокс возникает по причине предположения об абсолютной одновременности. Так, шест помещается в сарай, если оба конца шеста одновременно находятся внутри сарая. В релятивистике одновременность относительна, поэтому вопрос о том, находится ли шест в сарае, необходимо рассматривать относительно каждого наблюдателя — как шеста, так и сарая. Таким образом, парадокс разрешим.

## Суть парадокса
В простейшей версии парадокса есть сарай с открытыми дверями спереди и сзади, а также шест, не помещающийся в сарай в состоянии покоя. Мы разгоняем шест до высокой горизонтальной скорости, пуская его сквозь сарай. Из-за своей высокой скорости шест подвергается эффекту сокращения длины и становится значительно короче. В результате, пролетая через сарай, на некоторое время шест полностью помещается внутри него. Чтобы это показать, мы могли бы одновременно закрыть обе двери сарая в момент, пока шест находится внутри.
Пока никакого парадокса не наблюдается. Он возникает тогда, когда мы рассмотрим тот же эффект с точки зрения шеста. Поскольку наблюдатель на шесте движется относительно инерциальной системы отсчёта сарая с постоянной скоростью, система отсчёта этого наблюдателя также инерциальная. Отсюда, согласно принципу относительности, для системы отсчёта шеста справедливы те же самые законы физики. Тогда для шеста он сам покоится, а сарай, напротив, летит на него с высокой скоростью. Значит, сокращается длина сарая, и можно заключить, что при своём пролёте сарай не мог полностью вместить шест. Следовательно, мы не можем закрыть двери сарая с обеих сторон, заключив внутри шест. В данном противоречии и содержится парадокс.
|  |  |  |

## Разрешение

Рисунок 4: Ситуация в системе отсчёта сарая: укороченный шест пролетает сквозь сарай

Рисунок 5: Ситуация в системе отсчёта шеста: укороченный сарай пролетает мимо шеста

Решение парадокса лежит в относительности одновременности: что одновременно в одной системе отсчёта (например, сарая) может быть неодновременным в другой (в данном случае шеста). Когда мы говорим, что шест «помещается» в сарай, на самом деле мы имеем в виду, что и передний, и задний края шеста находились внутри сарая одновременно. Поскольку одновременность относительна, в двух разных системах отсчёта шест мог как поместиться, так и не поместиться, причём наблюдатели в обеих системах будут правы. С точки зрения сарая передняя и задняя часть шеста в какой-то момент одновременно находились внутри сарая, поэтому шест поместился. Однако с точки зрения шеста эти события произошли не одновременно, и шест не поместился в сарай.
Это легко увидеть, если в системе отсчёта сарая, как только шест полностью войдёт в сарай, двери одновременно на короткое время закрываются. В системе же отсчёта шеста происходит следующее. При открытых дверях передняя часть шеста достигает задней двери сарая. Эта дверь закрывается, а затем открывается, дав шесту возможность пролететь насквозь. Через некоторое время до входной двери сарая долетает задний конец шеста, и, в свою очередь, закрывается и открывается передняя дверь. Отсюда видно, что поскольку одновременность относительна, обе двери необязательно окажутся закрытыми в одно время, и шесту не нужно полностью помещаться в сарай.
Хорошей иллюстрацией к происходящему является приведённая ниже диаграмма Минковского. Она построена в системе отсчёта сарая. Вертикальный голубой диапазон показывает пространство-время сарая, красный диапазон — пространство-время шеста. За пространство и время отвечают оси x и t у сарая и x' и t' у шеста.
В системе отсчёта сарая в каждый момент времени шест отображается на диаграмме горизонтальной линией, параллельной оси x, внутри красного диапазона. Жирная синяя линия, лежащая в синем сегменте сарая, отображает шест в момент, когда он полностью находится в сарае. Однако в системе отсчёта шеста одновременные события располагаются по линиям, параллельным оси x'. Таким образом, положение шеста в любой момент времени выражено пересечением этих линий с красным сегментом. Как видно на схеме, жирная красная линия никогда полностью не лежит в синем диапазоне, а значит, шест никогда полностью не находится в сарае.

Рисунок 6: Диаграмма Минковского парадокса шеста и сарая. Сарай показан голубым цветом, шест — красным. Диаграмма составлена в системе отсчёта сарая, где x и t обозначают соответственно пространственную и временную ось сарая. Система отсчёта шеста приведена для наблюдателя, сидящего на переднем конце шеста, где x' и t' обозначают соответственно пространственную и временную ось шеста.

## Запирание шеста в сарае

Рисунок 7: Укороченный под ускорением шест помещается в укороченный сарай

В усложненном варианте парадокса можно физически запереть шест в сарае, как только он полностью войдёт в него. Для этого положим, что в системе отсчёта сарая задняя дверь закрыта, то есть шест в момент столкновения с ней мгновенно останавливается. В момент соприкосновения передняя дверь также закроется, и в результате шест окажется полностью заперт внутри сарая. Поскольку относительная скорость шеста становится равной нулю, он больше не подвержен сокращению длины, и теперь его длина превысит длину сарая. В итоге шест не поместится в сарае.
В вышеописанных рассуждениях подразумевался тот факт, что длина шеста в собственной системе отсчёта превышает длину сарая. Тогда как вообще можно было закрыть обе двери сарая, задержав шест внутри?
Используя общее свойство релятивистики и рассмотрев систему отсчёта сарая, мы заключили, что действительно запираем в нём шест. Тогда это должно быть верно и в других системах отсчёта, поскольку шест не может сломаться в одной СО и остаться целым в другой. Чтобы разрешить противоречие, необходимо найти объяснение тому, почему шест удалось запереть внутри сарая.
Объясняется это следующим образом. Несмотря на то, что в СО шеста все его части останавливаются одновременно, в СО сарая, из-за относительности одновременности, эти действия происходят в разное время. Иными словами, части шеста изменяют скорость не одновременно, сначала замедляется передняя часть, затем задняя. К моменту торможения задней части шест уже полностью в сарае.

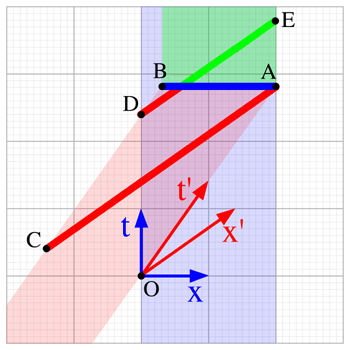
Рисунок 8: Диаграмма Минковского ситуации, когда шест постепенно останавливается (мгновенно в собственной СО). Когда это происходит, в СО сарая шест задаётся прямой AB, а в СО шеста — прямой AC. Как только конец шеста пролетает мимо передней двери в точке D, он ещё не начал тормозить. В этот момент, с точки зрения наблюдателя на задней части шеста, его передняя часть окажется в точке E, а сам шест примет положение DE. Из диаграммы видно, что длина шеста в СО шеста отличается от его длины в собственной СО, до торможения (на диаграмме прямая CA).

## Парадокс и распределение силы

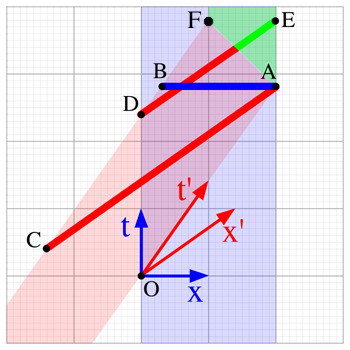
Рисунок 1: Диаграмма Минковского случая, когда шест останавливается при столкновении с задней стенкой сарая. Событие столкновения обозначено точкой A. В момент столкновения в СО сарая шест обозначается прямой AB, а в СО шеста — прямой AC. Шест не покидает сарая, поэтому его передний конец двигается ровно вверх, через точку E. Задняя часть шеста не поменяет свою траекторию в пространстве-времени, пока до неё не дойдёт эффект столкновения. Информация о столкновении не сможет передвигаться от точки A быстрее скорости света, поэтому эффект торможения не проявится на заднем конце шеста до самой точки F. К этому времени внутри сарая будут находиться уже оба конца шеста. Если диаграмму перерисовать в СО сарая, то скорость света не изменится, однако удлинится шест. Поэтому силе потребуется больше времени, чтобы достигнуть заднего конца шеста, и он успеет полностью залететь в сарай.

Рассмотрим случай, когда задняя дверь сарая всегда остаётся закрытой. Пусть она настолько твёрдая, что при столкновении с ней шест тут же останавливается, не пробивая её. Затем, по описанному выше сценарию, в СО сарая настанет момент, когда шест полностью поместится в сарае, прежде чем он столкнётся с задней дверью. Однако, в СО шеста, он слишком велик, чтобы поместиться в сарай, поэтому ко времени столкновения со стенкой задняя часть шеста до сих пор не достигла передней двери сарая. Выглядит как парадокс. Вопрос в следующем: пересечёт ли задний конец шеста переднюю дверь сарая или нет?
Сложность возникает из предположения, что шест абсолютно цельный, то есть сохраняет свою форму при любых воздействиях. Шесты в повседневной жизни довольно цельные и негибкие. Однако обладание свойством абсолютной цельности означало бы, что сила распространяется по объекту с бесконечно большой скоростью. Иначе говоря, если объект толкнуть с одной стороны, другая сдвинется немедленно. Это нарушает принцип относительности, гласящий, что предельной скоростью распространения физических взаимодействий является скорость света. Заметить разницу в реальной жизни практически невозможно, однако в рассматриваемой ситуации этот факт имеет значение. Отсюда следует, что в специальной теории относительности объект не может быть абсолютно цельным.
В данном случае, в тот момент, когда передний конец шеста сталкивается с задней дверью сарая, задний конец ещё «не знает» об этом, и продолжает двигаться (и шест «сжимается»). И в системе отсчёта сарая, и в собственной системе отсчёта шеста задняя часть шеста в момент столкновения движется по крайней мере до тех пор, пока движущаяся со скоростью света сила не достигнет конца шеста. В тот момент шест на самом деле окажется ещё короче, чем он стал в результате сокращения длины, поэтому задний конец шеста будет уже в сарае. Описанное подтверждается вычислениями в обеих системах отсчёта.
Остаётся неопределённым, что произойдёт, когда сила доберётся до заднего конца шеста (зелёная зона на диаграмме). Шест может разорвать на мелкие кусочки, а если же он окажется достаточно эластичным, он растянется обратно до своей изначальной длины, вывалившись из задней двери сарая.

## Вариация с человеком, падающим в яму

Бегун, роль которого играет сегментированная жердь, падает в яму

Рассматриваемый парадокс был изначально предложен и разрешён Вольфгангом Риндлером. В его оригинальной формулировке быстро бегущий человек, роль которого играет длинная жердь, падает в яму. Предполагается, что жердь оказывается полностью над ямой, прежде чем ускорение потянет вниз каждую точку жерди.
С точки зрения ямы жердь подвергается продольному сокращению длины и помещается в яму. Однако, с точки зрения жерди, сокращается длина ямы, и в итоге жерди не удастся упасть в яму.
Ускорение, тянущее вниз одновременно все точки жерди в СО ямы, в собственной СО жерди тянет точки не одновременно. В системе отсчёта жерди сначала вниз ускорится передний конец жерди, и затем остальные её бесконечно малые части, постепенно до заднего конца. В результате в своей системе отсчёта жердь согнётся. Поскольку жердь сгибается в собственной инерциальной системе отсчёта, то имеет место настоящий физический изгиб, сопровождаемый видимым напряжением жерди во всех СО.

## Парадокс кольца и стержня

Рисунок слева показывает стержень и кольцо в СО земли в момент соприкосновения их центров. Стержень двигается вправо вверх, будучи под действием лоренцева сокращения длины. В это время кольцо стоит на месте и не укорачивается. На рисунке справа та же ситуация изображена в системе отсчёта стержня. Теперь укорачивается кольцо, вращаясь относительно стержня. Стержень же не меняется. В таком случае стержень пройдёт сквозь кольцо, не касаясь его.

Рассмотрим более сложный парадокс, в котором действие происходит в неинерциальных системах отсчёта. Сначала человек движется по горизонтали, а затем падает вниз. Человек (сегментированная жердь) физически деформируется, поскольку жердь изгибается в одной СО и остаётся прямой в другой. Эти аспекты привносят в парадокс новые проблемы, связанные с жёсткостью жерди, размывая основную суть кажущегося противоречия. Похожая, но более простая проблема, в которой встречаются только инерциальные системы отсчёта, получила название парадокса кольца и стержня (Ferraro 2007). Стержень, который несколько длиннее диаметра кольца, движется вправо вверх. Длинная ось стержня расположена в горизонтальной плоскости, параллельно плоскости кольца. Кольцо в этот момент покоится. Если в ходе движения стержня его центр в какой-то момент совпадёт с центром кольца, стержень укоротится под действием лоренцева сокращения длины и пройдёт сквозь кольцо. Парадокс появляется при рассмотрении той же ситуации в СО стержня. Теперь кольцо движется влево вниз, сокращаясь вдоль своей длины по горизонтали. Длина стержня же останется прежней. Каким образом тогда стержень пройдёт сквозь кольцо?
Разрешение парадокса лежит в относительности одновременности (Ferraro 2007). Длина физического объекта определяется как расстояние между двумя одновременными событиями, происходящими на обоих концах тела. Значит, из относительности одновременности следует относительность продольной длины объекта по оси движения, определяемая лоренцевым сокращением длины. Аналогично с помощью трёх одновременных событий определяется физический угол, который также будет относителен. В описанном выше парадоксе несмотря на то, что плоскости кольца и жердь параллельны друг другу в СО кольца, параллельность не сохраняется в СО стержня. Не подверженный укорочению стержень проходит сквозь укороченное кольцо лишь потому, что плоскость кольца вращается относительно жерди.
Говоря математическим языком, преобразования Лоренца можно разложить на произведение пространственного вращения и «правильного» преобразования Лоренца, в котором пространственного вращения нет. Математически парадокс кольца и стержня разрешим, если учесть, что произведение двух правильных преобразований Лоренца может дать преобразование, которое окажется неправильным. В таком преобразовании будет содержаться компонента, отвечающая за пространственный поворот.